# Eline De Smedt
Eline De Smedt (10 februari 1998) is een Belgische gymnaste.

## Levensloop
Met haar partner Nikki Snel, behaalde ze goud op de wereldkampioenschappen in 2014. Een jaar eerder, op het EK van 2013, behaalden ze goud op het onderdeel 'balans' en zilver in de 'allround' bij de 'dames duo'.

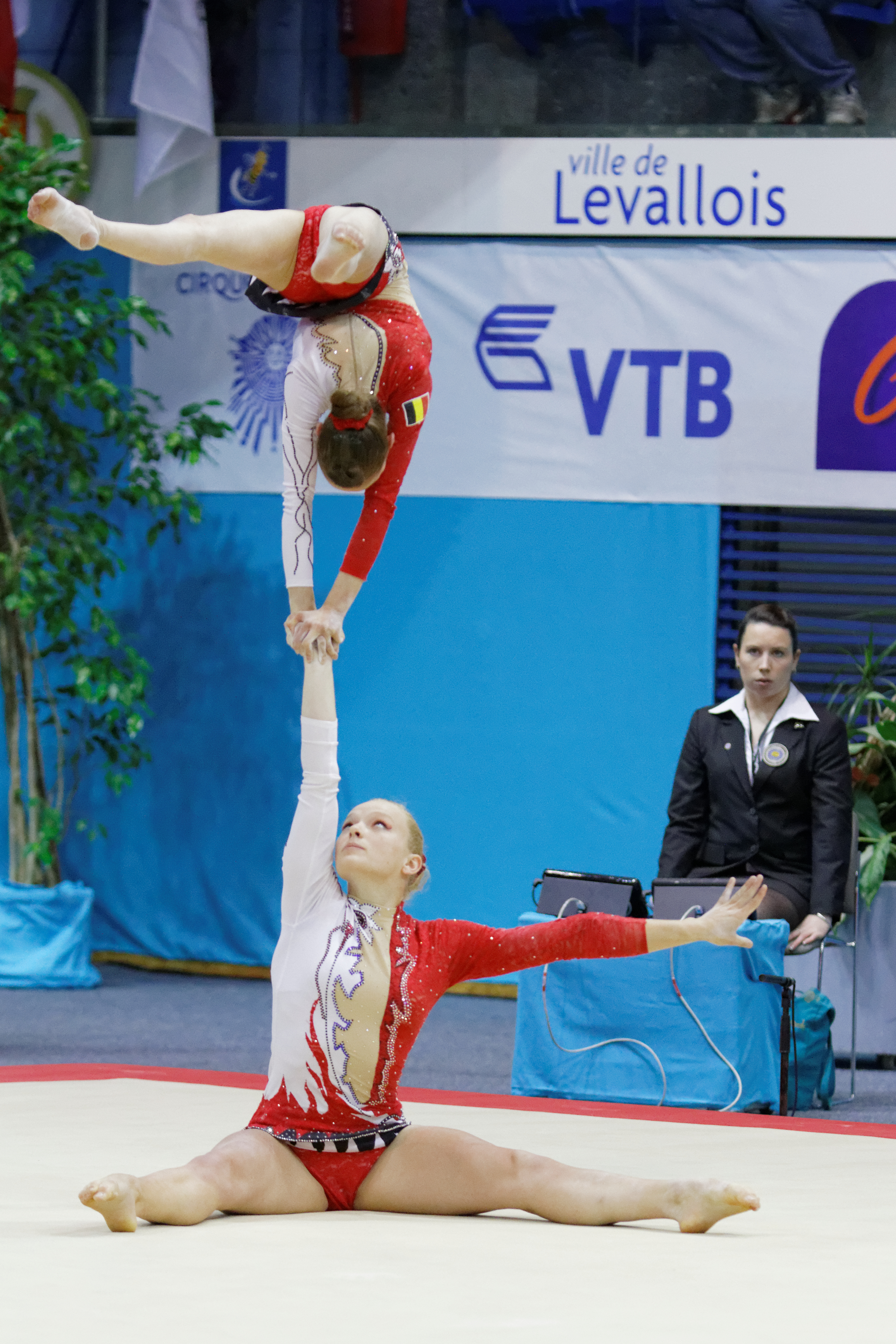
Nikki Snel (onder) en Eline De Smedt (boven) op het WK Acro in 2014.